# 地域医療機能推進機構徳山中央病院
地域医療機能推進機構徳山中央病院（ちいきいりょうすいしんきこうとくやまちゅうおうびょういん）は山口県周南市にある病院である。下松市・光市・周南市の3市で構成される周南保健医療圏の災害拠点病院に指定されている。通称JCHO徳山中央病院（ジェイコーとくやまちゅうおうびょういん）。地元では徳中（とくちゅう）と呼ばれ、2017年夏創刊の広報誌においても「職員対象の広報誌であった『徳中すまいる』」、「徳中広報誌Smile」、「徳中の循環器内科」などと自称している。

## 沿革
- 1946年（昭和21年）4月 - 山口県社会保険協会を経営主体とする健康保険徳山中央病院として、山口県徳山市浦石（現・周南市速玉町）に、一般病床45床、結核病床30床、合計75床で発足。
- 1958年（昭和33年）9月 - 経営主体が、全国社会保険協会連合会（全社連）に統合される。
- 1960年（昭和35年）6月 - 総合病院の承認を受けて、病院名を「綜合病院社会保険徳山中央病院」と改称。
- 1976年（昭和51年）5月 - 現在地に新築移転。一般病床310床、伝染病床50床。
- 2010年（平成22年）11月1日 - ヘリポートを備えた新棟（SRC造地上11階、建築面積約3,200平方メートル、延床面積約22,300平方メートル）が運用開始[1]。
- 2011年（平成23年）4月1日 - 救命救急センターを設置[2]。
- 2014年（平成26年）4月1日 - 病院運営が全国社会保険協会連合会から独立行政法人地域医療機能推進機構（JCHO）へ移行され、病院名を「独立行政法人地域医療機能推進機構 徳山中央病院」と改称。

## 診療科目
- 内科診療部門
  - 一般内科
  - 消化管内科
  - 循環器内科
  - 血液内科
  - 糖尿病内分泌内科
  - 神経内科
  - ペインクリニック内科
  - 緩和ケア内科
- 外科診療部門
  - 一般外科
  - 小児外科
  - 脳神経外科
  - 麻酔科
  - 泌尿器科
- 感覚・運動機能診療部門
  - 整形外科
  - リウマチ科
  - 皮膚科
  - 眼科
  - 耳鼻咽喉科
  - 歯科
  - 歯科口腔外科
- 女性・周産・小児診療部門
  - 産科婦人科
  - 小児科
- 精神神経診療部門
  - 精神科
- 放射線診療部門
  - 放射線科
- 救急部門
  - 救急科

## 一般施設
- スカイレストラン徳中（レストラン）
- ローソン（コンビニエンスストア）
- ドトールコーヒーショップ
- 理美容室
- ATMコーナー（みずほ銀行、山口銀行）

## 交通アクセス
- JR西日本山陽本線徳山駅より防長交通バスで周陽町中央病院入口下車徒歩2分、中央病院前下車徒歩1分。